# سيسيل د. هاني
سيسيل د. هاني (بالإنجليزية: Cecil D. Haney)‏ هو عسكري أمريكي، ولد في 1 ديسمبر 1955 في واشنطن العاصمة في الولايات المتحدة.